# Giovanni Argiropulo

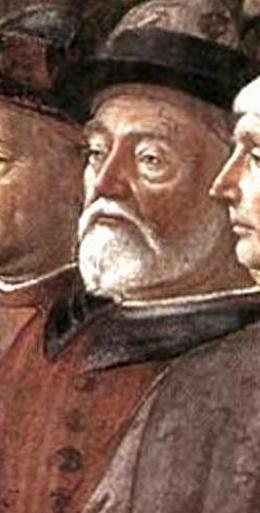
Domenico Ghirlandaio, Vocazione dei primi apostoli nella Cappella Sistina, dettaglio con il presunto ritratto di Giovanni Argiropulo.

Giovanni Argiropulo, o solo Argiropulo, Ἰωάννης Ἀργυρόπουλος (Costantinopoli, 1416 circa – Roma, 26 giugno 1487), è stato un umanista, scrittore e traduttore bizantino, tra i primi promotori della riscoperta degli autori antichi nell'Europa occidentale.

## Biografia
Divenne insegnante della lingua e della cultura greca in Italia, ed ebbe tra i suoi migliori allievi Costantino Lascaris, Angelo Poliziano, Donato Acciaiuoli, Bartolomeo Sacchi e Johannes Reuchlin. Si spostò molto in Italia e nel 1434 divenne rettore dell'Università degli Studi di Padova.
Nel 1437 prese parte al Concilio di Ferrara e Firenze, a cui erano intervenuti l'imperatore bizantino in persona, Giovanni VIII Paleologo, e il patriarca di Costantinopoli, Giuseppe II, per riunire la chiesa ortodossa con quella cattolica.
Nel 1441 tornò a Costantinopoli, ma dopo la caduta della città sotto gli Ottomani si rifugiò di nuovo in Italia, dove fu invitato a Firenze da Cosimo il Vecchio nel 1456, diventando professore di lingua greca all'Università di Firenze.
Nel 1471, scappando da una pestilenza, si trasferì a Roma, dove entrò al servizio di papa Sisto IV.
Tra i lavori scritti si ricordano le traduzioni di alcune porzioni di opere aristoteliche - Categoriae, De Interpretatione, Analytica Posteriora, Physica, De Caelo, De Anima, Metaphysica, Ethica Nicomachea, Politica - nonché una Expositio Ethicorum Aristotelis.
L'Argiropulo venne ritratto da Domenico Ghirlandaio assieme ad altri illustri fiorentini dell'epoca nella scena della Vocazione dei primi apostoli nella Cappella Sistina e forse anche nel San Girolamo nello studio nella Chiesa di Ognissanti di Firenze.